# 白阿铁路
白阿铁路是一条连接吉林省白城市和内蒙古自治区阿尔山市的一条国铁Ⅱ级单线铁路，全长354.7公里，其中吉林省境内48.5公里，内蒙古境内306.2公里，设车站21座，由沈阳铁路局白城车务段管辖。白阿铁路是东北地区的运输通道，也是内蒙古东部重要的铁路运输干线。

## 线路
最大坡度22%（位于南兴安隧道内的上行的前半段）。最小曲线半径294米。牛汾台站下行列车到南兴安隧道的海拔最高点，有近50公里上坡道。伊尔施到阿尔山的旅客列车限速15km/h。半自动闭塞。改坡后，最大坡度17%，东风4型内燃机车牵引质量上行3300吨，下行2500吨。

## 历史
1929年，张学良政府成立兴安区屯垦公署，调派东北军邹作华炮兵部队在索伦屯垦开荒，为解决交通问题，决定修建洮索铁路（洮安-索伦）。1929年设立洮索铁路工程局，负责全路工程事宜，由京奉铁路局拨款及钢轨以及修建铁路所需物资材料，1929年5月开始修建洮索铁路。1930年初，洮安至怀远镇的路基土方工程完工，1931年2月通车运营怀远镇（今乌兰浩特北），全长83公里。与此同时，怀远镇以北至索伦区间的路基土方工程基本开工。
九一八事变后，满铁对未完工的线路继续修建。分4期4线建成：
- 怀索线：长108公里，1934年1月7日“满铁”齐齐哈尔事务所开始对怀索区间实地勘测。1934年4月末怀索线全段分4个工区同时开工，10月末完工。1935年1月17日全线铺通，3月20日通车运营。
- 索兴线：南起索伦，北至大兴安岭南坡的南兴安，全长130公里。1934年2月开始勘测，9月初完成。1934年12月1日开始建设。1935年12月16日铺通。1936年1月10日通车试运行，7月1日正式运营。
- 兴温线：南起南兴安站，北至温泉站（今阿尔山站），全长16.7公里。1934年9月11日实地勘察，对穿越大兴安岭的铁路隧道进行了专项勘察与研究论证，1935年4月完成勘察。1935年6月开始从大兴安岭南北两面开凿铁路隧道。大兴安岭铁路隧道全长约3220米，历时25个月，1937年6月11日隧道工程全部完工。1937年7月17日，兴温铁路全线铺通，10月1日正式通车运营。至此，白阿铁路全线通车。
- 温杜线：起点是阿尔山，终点是与阿尔山北部接壤的呼伦贝尔盟新巴尔虎左旗南端的杜拉尔，全长约30公里。最终目标是延伸至满洲里，建成洮满线。区间多为沼泽，路基工程量大、人力投入多。1939年5月，满洲国决定投资10亿元用于国防铁路建设，以加强对苏联的进攻。日本将修筑阿尔山大兴安岭国境阵地的劳工1000多人投放到温杜线建设工地。1939年11月30日温杜线完工。1941年5月交付使用。1941年11月1日白阿全线正式运营。

1945年5月德国投降后，日本关东军把驻阿尔山的军队后撤至大兴安岭以南的五岔沟，把温杜铁路杜拉尔至伊尔施区间约15公里的钢轨全部拆除，形成了现今白阿铁路南起白城、北至阿尔山市伊尔施镇的状况。
蒸汽机车时代南兴安隧道上行牵引仅为450吨，需要在阿尔山站与南兴安站之间开行小运转货物列车。
2017年5月5日，葛根庙至乌兰浩特段双线电气化扩能改造工程开通，同年8月8日起，烏蘭浩特正式開行前往長春方向的動車組列車。

## 扩能改造
白阿铁路乌兰浩特至阿尔山段扩能改造工程项目计划总投资30.6亿元，对既有白阿线乌兰浩特至阿尔山段进行适应性改造。线路全长254.545公里，建设期2年。主要为既有铁路电气化改造及适应性改造、改造车站11座，近期增开车站2座，远期增开站1座。新建南兴安隧道和改建洮儿河9号桥，改建线路29.189公里。
2023年11月3日，白阿线乌兰浩特至阿尔山开行动车改造工程环境影响评价信息公示。11月28日，国铁集团与内蒙古自治区人民政府联合批复了白阿铁路乌兰浩特至阿尔山段扩能改造工程项目可行性研究报告。12月22日，白阿铁路乌兰浩特至阿尔山扩能改造工程环境影响报告书和公参说明进行了全文公示。
2024年2月23日，兴安盟生态环境局批复白阿铁路乌兰浩特至阿尔山扩能改造工程环境影响评价文件。